# ذراع الرحمة
ذراع الرحمة هي لُفافة مَرَنغ فلبينية تقليدية ذات حشوة كسترد تُذرّ بمسحوق السكر، وهي نوع من بيُنُونو.
على الرغم من ترجمتها الشعبية ببساطة تعني "ذراع الرحمة" إلا أنها تعني في الواقع "ذراع سيدة الرحمة" بالإسبانية والمعنية هي مريم والدةُ يسوع. يعود تاريخ الحلوى إلى فترة الاستعمار الإسباني، وهي واحدة من الحلويات التي يعتقد أنها كانت نتيجة إعادة استخدام المُحّ المهمل من استخدام الآح في الملاط والقصارة في العمارة الاستعمارية الإسبانية الفلبينية.